# Тадатоши Масуда
Тадатоши Масуда (јап. 増田 忠俊; 25. децембар 1973) бивши је јапански фудбалер.

## Каријера
Током каријере играо је за Кашима Антлерс, Токио, ЈЕФ Јунајтед Ичихара, Кашива Рејсол и Оита Тринита.

## Репрезентација
За репрезентацију Јапана дебитовао је 1998. године.

## Статистика
| Јапан  | Јапан | Јапан |
| Год.   | Ута.  | Гол.  |
| ------ | ----- | ----- |
| 1998   | 1     | 0     |
| Укупно | 1     | 0     |